# 創動力媒體
創動力媒體(Dynamix)是香港的一家網上電台，創辦人歐陽劍偉於2011年3月18日成立。電台為創動力企業顧問旗下的公司。

網台節目包括談論通識時事、創業之路、營銷策略、品牌建立、女性美容化妝、年輕人摘業資訊、清談消閑、親子關係與及商會贊助等節目。

## 使命
成為香港網上廣播電台的模範，從電台節目、媒體製作和籌辦宣傳活動中，為聽眾們帶來更多的正能量。

## 願景
1. 製作專業的網上電台節目，建立一個積極、正面及有啟發性的平台。
2. 在多媒體的工作中，能讓聽眾，以及創動力媒體的一眾員工發揮才能，敢於表達個人意見。
3. 透過多媒體、互聯網的活動，推動企業社會責任、社會關懷、永續發展的理念予客戶。

## 電台風格
電台堅守中立的廣播風格，節目不會談及敏感政治，不會討論宗教鬼神，不會高談娛樂八掛事，更不會研究色情暴力；堅持發放正能量；面向社區，發掘城市裡面鮮為人知的新奇事與機構。
　

## 歷史
- 2011 年3月18日啟播。電台設立在上環蘇杭街69號 創動力中心的辨公室。初時電台的營運主要以業餘模式，以不定時方式廣播節目。第一個電台節目為《職場即場》。

- 2011年8月電台由上環搬到旺角廣華街廣發商業中心，並正式以網上廣播電台方式啟播，每星期定時推出節目。

- 2011年10月電台的電子報《正能量資訊》正式推出。第一個影像節目《子程扮熟》推出。
- 2011年11月於Facebook 設立專頁。
- 2012年1月電台第一次與機構合作，推出《港味講味》。
- 2012年3 月31日電台於賽馬會創意藝術中心舉行《一周年台慶》，邀請梁奕倫先生主禮。
- 2012年4月電台與非牟利慈善組織〈同行力量〉合作推出節目《生死同行》，邀請不同嘉賓談討如何面對死亡。
- 2012年9 月電台與香港化粧品同業協會合作推出節目《嘉美一族》。同年11月和12月電台與兩間美容雜誌《香港美容》和《姊妹美容》推出節目文字版。
- 2013年2月電台與〈香港教育城〉合作推出節目《你想理想》，邀請不同行業的名人如前無線電視新聞記者及主播方健儀、無綫電視音樂總監鄧智偉、資深大律師余若薇等與香港中學生分享他們的親身經歷。
- 2013年3月電台推出〈長者百人〉影像節目分享他們的人生歷程。

## 電台節目
創動力媒體節目主要分為6個類別：香港人物、生活新活、親子世界、通識文化、男左女右、創新領域

### 香港人物
- 《長者百人》
- 《自作業》
- 《Highway to Success》
- 《子程扮熟》

### 生活新活
- 《九廣揭露》
- 《玩得唔好嘥》
- 《嘉美一族》
- 《High Tea》
- 《Happy Ours》
- 《數碼apps》
- 《保心安．遊》
- 《港味講味》
- 《諸事多apps》
- 《Like Hong Kong》

### 親子世界
- 《親子天下》
- 《故事小宇宙》

### 通識文化
- 《多士與碩士》
- 《思子山下》

### 男左女右
- 《講起女人》
- 《城市動男》
- 《Talk Island》
- 《相愛很難》

### 創新領域
- 《你想理想》
- 《香港有招牌》
- 《香江巨輪》
- 《玩轉創動力》
- 《職場即場》
- 《NLP Café》
- 《壹周創動力》
- 《青商三缺一》

## 影像節目
- 《長者百人》影像節目
- 《Highway to Success》
- 《港味講味》
- 《子程扮熟》

## 外部連結
- 創動力媒體 （页面存档备份，存于）